# Роберт Сілі
Роберт Вільям Генрі Сілі, більш відомий як Боб Сілі (англ. Robert William Henry Seely; нар. в 1966 р.) — британський політик, член парламенту Великої Британії від острова Вайт з червня 2017 року. Член Консервативної партії. З 2013 року член Ради острова Вайт.

## Ранні роки та кар'єра
На початку 1990-х років чотири роки працював стрингером для газети «The Times», роблячи репортажі з Радянського Союзу, а надалі з території колишнього СРСР. Вперше побував у Радянському Союзу на початку 1990-х років, ставши свідком перших святкувань Великодня на заході України з часу радянської окупації після Другої світової війни, а також перших акцій протесту, пов'язаних з Чорнобильською катастрофою, що відбулися того ж року у Києві. Після першої серії репортажів газета запропонувала Сілі стати постійним спецкором на території СРСР з 1990 по 1994 рр. У цей період писав репортажі з більшості союзних республік та нових країн колишнього СРСР: Росії, України, Молдови, Грузії, Азербайджану, Вірменії (включаючи Нагорний Карабах), Узбекистану і Таджикистану. Тоді також відвідував Балканський півострів, зокрема Сараєво та Косово. Також писав статті для «The Spectator» і «The Sunday Times».
Після цього служив у Британській армії, зокрема в Афганістані та Іраку. Отримав подяку за службу в Іраку в 2009 році. В 2016 році нагороджений військовим Орденом Британської імперії (англ. Military MBE).
Був науковим співробітником програми «Мінливий характер війни» Оксфордського університету. Його наукові статті доступні онлайн. Час від часу пише статті на тему Росії та України, гібридної та неконвенційної війни, а також про нові форми війни. Його статті публікувалися в блозі наукових досліджень Королівського коледжу Лондона, блозі відділення політики Оксфордського університету, блозі соціальних наук «The Washington Post» та журналі Королівського Об'єднаного інституту оборонних досліджень. В одній з найсвіжіших статей Сілі запропоновано комплексне визначення сучасної російської війни.
Також працював в головному офісі Консервативної партії радником Френсіса Мода та Малкольма Ріфкінда.
У 2017 році здобув перемогу на виборах до парламенту Великої Британії від острова Вайт, отримавши 38 190 голосів (51,3 %).

## Особисте життя та історія родини
Сілі мешкає в місті Чіллертон, острів Вайт. Він народився в сім'ї англійця та німкені. Освіту здобув у школах Арнольд Хаус (англ. Arnold House School) та Герроу. Кілька поколінь його родини брали участь в політичному житті острова Вайт та інших регіонів країни. Пра-пра-дядько Роберта Сілі, генерал Джек Сілі, був членом парламенту Великої Британії від острова Вайт з 1900 по 1906 та з 1923 по 1924 роки, а між строками брав участь у Першій світовій війні, зокрема вів Битву біля Морейл-Вуд на своєму бойовому коні на прізвисько Воїн (англ. Warrior).
Дід Роберта Сілі, Біллі Сілі, загинув на чолі свого артилерійського полку Гусари Південного Ноттінгемшира, попри відчайдушний бій у Битві біля Газали в Північній Африці в червні 1942 року. Вранці в день знищення полку 6 червня 1942 року полк отримав наказ боротися до останньої людини та патрона для того, щоб забезпечити прикриття британським військам, які відступали. Бій завершився успішно, але ціною знищення полку Гусарів Південного Ноттінгемшира та ціною смертей, поранень та взяття в полон великої кількості його бійців. Серед загиблих опинився і підполковник Вільям «Біллі» Сілі, коли в його танк влучив снаряд, за дві години до того, як позиції полка було захоплено та пролунали останні постріли. Відчайдушне протистояння було увічнено в знаменитому портреті військового художника Теренса Кунео. Полк було реформовано лише два роки потому для висадки в Нормандії. До своєї загибелі підполковник Сілі був відзначений за відвагу, коли вів своїх людей на взяття кількох тисяч італійських полонених.
Мати-німкеня Роберта Сілі виросла в нацистській Німеччині. Її родина переїхала до Кракова під час війни, де її батько працював листоношою. Бабуся Сілі по материнській лінії загинула наприкінці війни. Завершення Другої світової застало родину в таборі для біженців у Дрездені. Звідти вони переїхали на територію нинішньої західної Німеччини. Згодом Хельга перебралася до Великої Британії. Вона померла у 2015 році.